# Питер Эджкамб
Питер (или Пирс) Эджкамб из Маунт-Эджкамба и Котела (англ. Peter (or Piers) Edgcumbe; 1536 — 4 января 1608) — английский дворянин и член парламента. Он восемь раз избирался депутатом Палаты общин Англии.

## Происхождение
Представитель дворянского рода Эджкамб. Старший сын сэра Ричарда Эджкамба (1499—1562), сына сэра Пирса Эджкамба (? — 1539) из Уэст-Стоунхауса и Котела в Корнуолле. Его матерью была Элизабет Трегиан, дочь Джона Трегиана и втоаря жена Питера Эджкамба.

## Карьера
Он был избран членом парламента от Тотнеса (Девоне) в 1555 году, назначен шерифом Девона в 1565 году, шерифом Корнуолла в 1569 году и хранителем свитков (Custos Rotulorum) Корнуолла до 1573—1597 годов. Он также был членом парламента от Корнуолла с 11 января 1563 года по 2 января 1567 года и 8 мая 1572 года по 1581 год, от Девона в 1571 году, Лискеарда в 1584—1585 годах, а затем был переизбран от Корнуолла в 1586, 1589 и 1593 годах.
Он был назначен лордом-лейтенантом Корнуолла с 8 августа 1586 года по 7 декабря 1587 года и был назначен хранителем рукописей (Custos Rotulorum) Корнуолла в 1587 году.

## Брак и дети
Примерно в 1555 году он женился на Маргарет Латтрелл, дочери сэра Эндрю Латтрелла (1484—1538), феодального барона Данстера, из замка Данстер в Сомерсете, от которой у него было пять сыновей и четыре дочери, в том числе:
- Ричард Эджкамб (ок. 1570—1639), английский политик
- Маргарет Эджкамб (1560—1648), которая вышла замуж за сэра Эдварда Денни (1547—1600). Памятник супружеской паре с лежачими статуями сохранился в Уолтемском аббатстве в Эссексе.